# كيث فيرغسون
كيث فيرغسون (بالإنجليزية: Keith James Ferguson )‏ (و. 1972 – م) هو ممثل، وممثل دُبلاج، وممثل تلفزيوني، ومغني، من الولايات المتحدة الأمريكية، ولد في لوس أنجلوس.

## التعليم
تعلم في جامعة المحيط الهادئ، وجامعة جنوب كاليفورنيا.

## وصلات خارجية
- كيث فيرغسون على موقع IMDb (الإنجليزية)
- كيث فيرغسون على موقع ميوزك برينز (الإنجليزية)
- كيث فيرغسون على موقع تيرنر كلاسيك موفيز (الإنجليزية)
- كيث فيرغسون على موقع أول موفي (الإنجليزية)
- كيث فيرغسون على موقع قاعدة بيانات الأفلام السويدية (السويدية)
- كيث فيرغسون على موقع قاعدة بيانات الفيلم (الإنجليزية)